# Triệu Tình

Triệu Tình

Triệu Tình (tiếng Trung: 赵晴), tên khai sinh là Triệu Hàm (tiếng Trung: 赵晗), sinh ngày 4 tháng 8 năm 2000; quê quán tại thành phố Đại Khánh, tỉnh Hắc Long Giang, Trung Quốc. Cô là nữ diễn viên Trung Quốc, được biết tới qua tác phẩm "Nhất Chỉ Kí Phong Nguyệt"

## Tiểu sử
Triệu Tình là một cô gái người Đại Khánh, từ nhỏ đã tinh thông cầm, kì, thi, họa. Vào giai đoạn nước rút của kì thi Đại Học, cô đã rời trường, tới Cáp Nhĩ Tân tham gia đào tạo nghệ thuật và đỗ vào Học viện Truyền thông Chiết Giang 
Triệu Tình sau đó được biết đến là một người mẫu Hán phục nổi tiếng trên mạng với biệt danh Toàn Mạch Tiểu Hạch Đào.
Cô kí hợp đồng với Hoan Ngu Ảnh thị và vào ngày 11/10/2021 ra mắt với phim ngắn "Nhất Chỉ Kí Phong Nguyệt".

## Danh sách phim
| Năm  | Tựa đề                          | Tên tiếng Trung  | Vai                | Ghi chú       | Tham khảo |
| ---- | ------------------------------- | ---------------- | ------------------ | ------------- | --------- |
| 2021 | Nhất Chỉ Kí Phong Nguyệt        | 一纸寄风月       | Tô Miểu / Thư Diệu | Vai thứ chính | [ 2 ]     |
| 2021 | Tiệm Tạp Hóa Pháp Thuật         | 贩卖法术的杂货铺 | Tiểu Thất          | Vai chính     | [ 3 ]     |
| 2022 | Đừng Chọc Bạn Gái Cũ            | 别惹前女友       | An Đóa Đóa         | Vai chính     | [ 4 ]     |
| 2023 | Đúng Lúc Gặp Được Em            | 正好遇见你       | Trân Phi           | Khách mời     | [ 5 ]     |
| 2023 | Vi Vũ Yến Song Phi              | 微雨燕双飞       | Lập Xuân           | Vai phụ       | [ 6 ]     |
| 2023 | Phù Thế Tam Thiên               | 浮世三千         | Cẩm Sắt            | Vai chính     | [ 7 ]     |
| 2023 | Quần Áo Mới Của Công Chúa       | 公主的新衣       | Long Mộng Ly       | Vai chính     | [ 8 ]     |
| 2023 | Vi Hữu Ám Hương Lai             | 为有暗香来       | Mục Dao            | Vai phụ       |           |
| 2024 | Đoạt Kiêu                       | 夺骄             | Lục Hoài Song      | Vai chính     |           |
| 2024 | Mặc Vũ Vân Gian                 | 墨雨云间         | Tư Đồ Cửu Nguyệt   | Vai phụ       |           |
| 2024 | Thám Tình An                    | 探晴安           | Lan Triệt          | Vai chính     |           |
| 2024 | Gần Như Là Một Mỹ Vị            | 差一分的美味     | Phương Mông        | Vai chính     |           |
| 2025 | Ngũ Phúc Lâm Môn                | 五福临门         | Xuân Lai           | Vai phụ       |           |
| 2025 | Sao Địch Nổi Sắc Đẹp Tuyệt Trần | 怎敌她千娇百媚   | Châu Dương Linh    | Vai phụ       |           |
| 2025 | Lâm Giang Tiên                  | 临江仙           | Thời Họa           | Vai phụ       |           |
| 2025 | Phàm Nhân Tu Tiên Truyện        | 凡人修仙传       | Mặc Thải Hoàn      | Vai phụ       |           |
| TBA  | Chiêu Dương Hoa Quản            | 昭阳花馆         | Hoa Trì            | Vai chính     |           |
| TBA  | Thanh Vụ Phong Minh             | 青雾风鸣         | Ngũ Nhân           | Vai phụ       |           |
| TBA  | Bay Vào Tim Em                  | 飞到我心上       | Trịnh Ấu An        | Vai phụ       |           |